# Mook Animation
Mook Animation (ムークアニメーション?) es un estudio de animación japonés y comenzó labores el 13 de septiembre de 1986; su sede esta en Suginami, Tokio, Japón. Mook Animation formó una alianza comercial con DLE en 2006 y era conocida como Mook DLE; sin embargo, pusieron fin a su alianza en 2008. Mook ha creado animaciones para los programas occidentales, sobre todo para Hanna-Barbera y después a Cartoon Network, como SWAT Kats (cuatro episodios de la primera temporada y toda la segunda temporada), The Real Adventures of Jonny Quest, Scooby Doo on Zombie Island, Scooby-Doo and the Witch's Ghost, Scooby-Doo and the Alien Invaders, y Scooby-Doo and the Cyber Chase. Ellos proporcionaron la animación para Transformers: Animated, que debutó en la primavera de 2008 en Cartoon Network.

## Obras

### Series de televisión
- Time Bokan 2000: Kaitou Kiramekiman (2000, asistente de producción)
- Monster (2004-2005, asistente en la producción de la animación)
- Soul Eater (2008-2009, asistente de producción)
- Top Secret: The Revelation (2008, asistente en la producción de la animación)
- Heroman (2010, asistente de producción)
- Chikyuu Shoujo Arjuna (2001, coloreado digital)
- RahXephon (2002, animación intermedia)
- .hack//SIGN (2002, acabados en la animación)
- Ai yori Aoshi (2002, coloreado digital, animación intermedia)
- Koukaku Kidoutai Stand Alone Complex (2002-2003, animación intermedia)
- hack//Tasogare no Udewa Densetsu (2003, acabados en la animación)
- D.N. Angel (2003, animación intermedia)
- Saint Beast: Seijuu Kourin Hen (2003, coloreado digital, animación intermedia, clave en la animación)
- R.O.D: The TV (2003-2004, segunda clave en la animación)
- Avenger (2003, acabados en la animación)
- Shinkon Gattai Godannar!! (2003, segunda clave en la animación, acabados en la animación, animación intermedia)
- Aishiteru ze Baby (2004, coloreado digital)
- Kenran Butou Sai: The Mars Daybreak (2004, dirección en la animación)
- Madlax (2004, acabados en la animación)
- Kurau Phantom Memory (2004, acabados en la animación, animación intermedia)
- Mahou Shoujo Lyrical Nanoha (2004, coloreado digital, animación intermedia)
- Rozen Maiden (2004, acabados en la animación, animación intermedia)
- Tsukuyomi: Moon Phase (2004-2005, acabados en la animación, animación intermedia)
- Aa! Megami-sama (2005, animación intermedia)
- Eyeshield 21 (2005-2008, segunda clave en la animación, animación intermedia)
- Sousei no Aquarion (2005, animación intermedia)
- Trinity Blood (2005, acabados en la animación, animación intermedia)
- Zettai Seigi Love Pheromone (2005, acabados en la animación, animación intermedia)
- Mushishi (2005-2006, animación intermedia)
- Paradise Kiss (2005, acabados en la animación, animación intermedia)
- Rozen Maiden: Traumend (2005-2006, coloreado digital, animación intermedia)
- Shakugan no Shana (2005-2006, coloreado digital, animación intermedia)
- Lemon Angel Project (2006, segunda clave en la animación)
- Aa! Megami-sama! Sorezore no Tsubasa (2006, asistente clave en la animación)
- Aria the Natural (2006, segunda clave en la animación)
- Black Lagoon (2006, animación intermedia, acabados en la animación, segunda clave en la animación)
- Juuousei (2006, animación intermedia, acabados en la animación, segunda clave en la animación)
- Ouran Koukou Host Club (2006, animación intermedia)
- Darker Than Black: Kuro no Keiyakusha (2007, animación intermedia)
- Tengen Toppa Gurren Lagann (2007, animación intermedia)
- Wellber no Monogatari: Sisters of Wellber (2007, segunda clave en la animación)
- Code Geass: Hangyaku no Lelouch R2 (2008, animación intermedia)
- Druaga no Tou: the Aegis of Uruk (2008, animación intermedia, segunda clave en la animación, coloreado digital)
- Soul Eater (2008-2009, animación intermedia, segunda clave en la animación)
- Zettai Karen Children (2008-2009, animación intermedia, coloreado digital)
- Strike Witches (2008, animación intermedia, segunda clave en la animación, acabados en la animación)
- Ultraviolet: Code 044 (2008, segunda clave en la animación)
- Toradora! (2008-2009, animación intermedia, coloreado digital, acabados en la animación)
- Tetsuwan Birdy Decode:02 (2009, animación intermedia, acabados en la animación, segunda clave en la animación)
- White Album (2009, animación intermedia, coloreado digital)
- Asura Cryin` (2009, animación intermedia)
- Basquash! (2009, animación intermedia, acabados en la animación)
- Hagane no Renkinjutsushi (2009, animación intermedia)
- Queen`s Blade: Rurou no Senshi (2009, animación intermedia, acabados en la animación)
- Saki (2009, animación intermedia, acabados en la animación)
- Shangri-La (2009, animación intermedia, acabados en la animación)
- Tayutama: Kiss on my Deity (2009, animación intermedia, acabados en la animación)
- Tokyo Magnitude 8.0 (2009, animación intermedia)
- Darker Than Black: Ryuusei no Gemini (2009, animación intermedia)
- Kiddy Girl-and (2009-2010, animación intermedia, acabados en la animación)
- Kimi ni Todoke (2009-2010, animación intermedia)
- Chuu Bra!! (2009-2010, animación intermedia, clave en la animación)
- Baka to Test to Shoukanjuu (2010, animación intermedia, acabados en la Animación)
- Hanamaru Youchien (2010, animación intermedia, acabados en la Animación)
- Seikon no Qwaser (2010, animación intermedia, acabados en la Animación, segunda clave en la animación)
- Sora no Oto (2010, animación intermedia)
- KissXSis (2010, animación intermedia, acabados en la animación)
- Ichiban Ushiro no Daimaou (2010, animación intermedia, acabados en la Animación, segunda clave en la animación)
- Sarai-ya Goyou (2010, animación intermedia)
- Amagami SS (2010, asistente en animación intermedia, acabados en la Animación, asistente clave en la animación)
- Astarotte no Omocha! (2011, segunda clave en la animación)
- Deadman Wonderland (2011, segunda clave en la animación)
- Softenni! (2011, animación intermedia)[2][3][4]

### OVAs
- Rurouni Kenshin: Meiji Kenkaku Romantan - Tsuioku Hen (1999, acabados en la animación)
- Asgaldh: Waikyoku no Testament (2001-2002, coloreado digital, animación intermedia)
- .hack//Liminality (2002-2003, acabados en la animación)
- Teizokurei Daydream (2004, acabados en la animación)
- Nurse Witch Komugi-chan Magikarte Z (20042005, animación intermedia, acabados en la animación)
- Inbo (2005, acabados en la animación)
- Inko (2005, acabados en la animación)
- Koukaku Kidoutai Stand Alone Complex: The Laughing Man (2005, estudio de animación intermedio)
- Tennis no Ouji-sama: Zenkoku Taikai Hen (2006-2007, segunda clave en la animación)
- Baldr Force Exe Resolution (2006-2007, segunda clave en la animación)
- Mai-Otome Zwei (2006-2007, animación intermedia)
- Aki Sora (2009, animación intermedia, acabados en la animación)
- Quiz Magic Academy: The Original Animation 2 (2010, animación intermedia, acabados en la animación)
- Aki Sora: Yume no Naka (2010, animación intermedia, acabados en la animación)
- Seikon no Qwaser: Jotei no Shouzou (2010, acabados en la animación, segunda clave en la animación, animación intermedia)
- .hack//Quantum (2010-2011, animación intermedia)
- Hitou Meguri Kakure Yu (2010-2011, segunda clave en la animación, animación intermedia)[2][3][4]

### Películas
- Majo no Takkyuubin (1989, asistente intermedio de la animación)
- Inuyasha: Kagami no Naka no Mugenjou (2002, animación intermedia, acabados en la animación)
- Kidou Senshi Z Gundam: A New Translation - Hoshi no Kodou wa Ai (2006, animación intermedia, acabados en la animación)
- Shin Kyuuseishu Densetsu Hokuto no Ken Raou-den Jun`ai no Shou (2006, director del corte de personal, animación intermedia)
- Gekijouban Bleach: Memories of Nobody (2006, acabados en la animación, animación intermedia)
- First Squad: The Moment of Truth (2009, animación intermedia)
- Gekijouban Yatterman: Shin Yattermecha Daishuugou! Omocha no Kuni de Daiketsudan Da Koron! (2009, clave en la animación)
- King of Thorn (2009, animación intermedia)
- Tailenders (2009, acabados en la animación, animación intermedia)
- Gekijouban Macross F: Itsuwari no Utahime (2009, acabados en la animación, animación intermedia)
- Magical Girl Lyrical Nanoha The Movie 1st (2010, animación intermedia)
- Gekijouban Gintama: Shinyaku Benizakura Hen (2010, animación intermedia)
- Break Blade (2010-2011, animación intermedia)
- Pokémon: Zoroark: El Maestro de Ilusiones (2010, asistente intermedio de la animación)
- Loups=Garous (2010, animación intermedia)[2][3][4]